# Acossus centerensis
Acossus centerensis is een vlinder uit de familie van de houtboorders (Cossidae). De wetenschappelijke naam van de soort is voor het eerst gepubliceerd in 1877 door Joseph Albert Lintner.
De soort komt voor in Noord-Amerika.